# Lipowiec Kościelny
Lipowiec Kościelny ist ein Dorf und Sitz der gleichnamigen Gemeinde im Powiat Mławski der Woiwodschaft Masowien, Polen.

## Gemeinde
Zur Landgemeinde (gmina wiejska) Lipowiec Kościelny gehören 14 Ortschaften mit einem Schulzenamt (sołectwo):
Dobra Wola
Józefowo
Kęczewo
Krępa
Lewiczyn
Lipowiec Kościelny
Łomia
Niegocin
Parcele Łomskie
Rumoka
Turza Mała
Turza Wielka
Wola Kęczewska
Zawady
Weitere Orte der Gemeinde sind Borowe und Cegielnia Lewicka.